# عبد الباري عطوان
عبد الباري محمد نبهان أبو عطوان، كاتب وصحفي فلسطيني ولد في مخيم دير البلح للاجئين الفلسطينيين بمدينة دير البلح في قطاع غزة في 17 فبراير سنة 1950. كان يتولّى رئاسة تحرير صحيفة القدس العربي اليومية منذ عام 1989 وحتى 10 تموز 2013، لاحقاً أسّس ورأس تحرير الصحيفة الإلكترونية رأي اليوم وما زال في منصبه كرئيس تحرير عليها.

## حياته ومسيرته المهنية
ولد عبد الباري محمد نبهان أبو عطوان في مخيم للاجئين الفلسطينيين بمدينة دير البلح في قطاع غزة، وهو واحدٌ من أحد عشر ابناً لعائلة تنحدر من أسدود، بعد الإنتهاء من الدراسة الابتدائية في مخيم رفح للاجئين في غزة. أكمل دراسته الإعدادية والثانوية في الأردن، عام 1967، ثم في القاهرة، مصر. في عام 1970 التحق بجامعة القاهرة. تخرج بتفوق من كلية الإعلام. ثم حاز دبلوم الترجمة من الجامعة الأمريكية بالقاهرة. بعد التخرج عمل لصحيفة البلاغ في ليبيا، ثم صحيفة المدينة في السعودية. وفي عام 1978 انتقل إلى لندن، حيث استقر، ليعمل في جريدة الشرق الأوسط و«مجلة المجلة» السعوديتان الصادرتان في لندن. في عام 1980 أنشأ مكتب لندن لجريدة المدينة، وفي عام 1984 عاد إلى جريدة الشرق الأوسط.
وفي عام 1989 تم تأسيس جريدة القدس العربي في لندن وعـُرض على عبد الباري عطوان رئاسة تحريرها وبقي في هذا المنصب حتى 10 تموز 2013، حيث أعلن استقالته من رئاسة تحرير الصحيفة للقرّاء والناس عن طريق مقالة بعنوان «وداعاً! وإلى لقاء قريب بإذن الله»، وأسّس بعدها الصحيفة الإلكترونية «رأي اليوم» التي يرأس تحريرها.
ساهم عطوان بفصول ومقالات في العديد من الكتب والمجلات الأكاديمية والمتخصصة. وألقا بانتظام محاضرات على المستوى الدولي، بما في ذلك في مهرجان إدنبرة وجامعة هارفارد.

## أسلوبه
مقالاته ولقاءاته التلفزيونية تتميز بالصراحة التي تثير العديد من المسائل الخلافية، فترضي الكثير وتثير إعجابهم وتغضب الكثير، ولئن يعتبره البعض قاسياً، يعتبره الكثيرون بطلاً وصوتاً معبراً عن مشاعر الجماهير العربية المسحوقة والصامتة. وكثيراً ما يظهر عطوان على شاشات الفضائيات العربية والأجنبية، ولاسيما على شاشة الجزيرة. وكان عبد الباري عطوان آخر من قابل أسامة بن لادن وظل ينعته «بالشيخ بن لادن». حتى في المقابلات مع الاعلام الغربي[بحاجة لمصدر]

## آرائه السياسية

### إسرائيل
كان عطوان منتقداً صريحاً لما يصفه بمعاملة إسرائيل «العنصرية» و«الفصل العنصري» للفلسطينيين، داعماً للمقاومة الفلسطينية، جاء على أثرها تهديداً من الصحيفة العبرية “جويش كرونيكال” وهي إحدى أضخم الصحف الداعمة للاحتلال الإسرائيلي في العالم الغربي، بملاحقته قانونياً بتهمة دعم الإرهاب. وجاء هذا التهديد بعد أن بث شريط فيديو في قناته الخاصة في يوتيوب، تحدث فيه عن عمليات فلسطينية في تل أبيب، وإبداء دعمه لمنفذ العملية الأخيرة التي أدت إلى مقتل ثلاثة إسرائيليين وإصابة 14 آخرين بجروح متفاوتة. وقال جوناثان ساكيردوتي، المحرر في الصحيفة، إنّ “مقطع فيديو في يوتيوب يحتفل بمقتل ثلاثة إسرائيليين في تل أبيب الأسبوع الماضي، باعتباره معجزة، وقد يكون خرقاً لقانون مكافحة التشجيع على الإرهاب في بريطانيا”.
وانتقد جوناثان ساكيردوتي، المحرر في الصحيفة وصف عطوان منفّذ عمليّة تل أبيب بـ”الشهيد” و”البطل”، وطالب بمُحاكمته، كما انتقد إدارة “يوتيوب” التي سمحت بنشر فيديوهاته. وأكد ساكيردوتي أنه “تم حذف الفيديو بعد أن اتصلت الصحيفة بعملاق الويب، الذي تملكه شركة جوجل، لكن فقط بعد أن استمر مدة أربعة أيام وشُوهد أكثر من نصف مليون مرة”.
وفي مقابلة بثتها قناة الميادين اللبنانية بتاريخ 31 كانون الثاني / يناير 2015، قال عطوان إن «الجهاد يجب أن يوجه أولا وقبل كل شيء ضد العدو الإسرائيلي... يجب توجيه كل بنادقنا نحو هذا العدو، بغض النظر عن خلافاتنا، لأن هذا هو الشيء الوحيد الذي يوحدنا». وأعلن عطوان أيضا أن «العرب الذين لا يعتقدون أن إسرائيل عدو ليسوا عربا ولا مسلمين».
في مقابلة أخرى مع قناة الميادين، أذيعت في أغسطس 2021، أكد عطوان أن الإخلاء الأمريكي لأفغانستان ينذر بما سيحدث قريبًا لإسرائيل، مقترحًا أن يبدأ الإسرائيليون في «تعلم كيفية السباحة» لأن «خيارهم الوحيد» سيكون الهروب من إسرائيل إلى البحر الأبيض المتوسط «مثل الفئران التي تهرب من سفينة تغرق».
ووصف عطوان العمليات التفجيرية على الإسرائيليين في إيلات بأنها تصحيح "هذا الهجوم أعاد تسليط الضوء على النضال الأهم وهو النضال من أجل شرف الأمة العربية والإسلامية.. المقاومة حق مشروع ما دامت الأرض محتلة والشعب". وإهانة الأماكن المقدسة.. مسار الثورات العربية وتركيزها على أخطر الامراض وهو الاستبداد الإسرائيلي. هذا المرض هو سبب كل العيوب التي ابتليت بالمنطقة منذ 65 عاماً ".
وبحسب موقعه الشخصي على الإنترنت، فقد مُنع عطوان من قبل السلطات الإسرائيلية من زيارة الأراضي الفلسطينية منذ عام 2000. ونتيجة لذلك، لم يتمكن من زيارة والدته المريضة ولا حضور جنازتها بعد وفاتها عام 2003.

## أنشطته المهنية

### جوائزه
- رُشِّح عندما كان رئيس تحرير «القدس العربي» اللندنية، لعضوية لجنة تحكيم الجمعية الملكية للتلفزيون في بريطانيا، ليصبح بذلك أول عربي يترشح لهذا المنصب.
- حصل على جائزة التواصل الثقافي شمال- جنوب لسنة 2003 مناصفة مع إيغناسيو راموني، من مدرسة الدراسات الشرقية والإفريقية (شعبة السياسة) بجامعة لندن.

### مساهماته
- ساهم في تأطير العديد من الورشات حول الشرق الأوسط بالجامعات البريطانية كما بالجامعات العربية.
- ساهم في العديد من الدورات السياسية حول قضايا الشرق الأوسط بالعالم العربي كما بالغرب.

## مؤلفاته
- ما بعد بن لادن: القاعدة، الجيل الثاني، دار الساقي (صدرت منه نسخة بالإنجليزية بعنوان: After Bin Laden: Al-Qa'ida, the Next Generation)
- وطن من كلمات: رحلة لاجئ من المخيم إلى الصفحة الأولى (صدرت منه نسخة بالإنجليزية بعنوان: A Country of Words: A Palestinian Journey from the Refugee Camp to the Front Page)
- القاعدة: التنظيم السري، دار الساقي (صدرت منه نسخة بالإنجليزية بعنوان: The Secret History of al-Qa'ida)
- الدولة الإسلامية: الجذور، التوحش، المستقبل، دار الساقي، 2015
- Islamic State : the digital caliphate, University of California Press, 2015

### وطن من كلمات
صدرت عن دار الساقي للنشر في لندن الطبعة الأولى من مذكرات عبد الباري عطوان «وطن من كلمات». كما وضع عبد الباري عطوان عنواناً آخر يوجز مضمونه وهو: «رحلة فلسطينية من مخيم اللاجئين إلى الصفحة الأولى».
ويهدي عبد الباري رحلته التي بدأت مصاعبها القاسية بقسوة صقيع الشتاء في مخيم دير البلح في قطاع غزة إلى «الأطفال اللاجئين في العالم كله، خصوصاً أطفال المخيمات في فلسطين والمنافي». كما يخص بإهدائه في الوقت نفسه الكاتبة الراحلة مي غصوب، إذ «لولا إلحاح مي غصوب وإقناعها لما كان لهذا الكتاب أن يصدر».
ويقع الكتاب في 271 صفحة يسجل فيه عطوان محطات بارزة في رحلته الصعبة من مخيم دير البلح للاجئين الفلسطينيين، في قطاع غزة، إلى المشاركة في صنع الصفحة الأولى لصحف عربية عدة، من «البلاغ» الليبية، إلى «المدينة» السعودية، ثم «الشرق الأوسط» اللندنية، حتى «القدس العربي»، اللندنية أيضًا التي أمضى فيها تسعة عشر عاماً في تجربة مهنية وإعلامية متميزة.
«وطن من كلمات» موجّه إلى جمهور يقرأ بالإنجليزية، لذا يقول عطوان إن تفاصيل مهمة من مذكراته سوف تتضمنها النسخة العربية التي لا يعرف متى سترى النور. أما بالنسبة للنسخة الإنجليزية فهناك ثلاث دور نشر عالمية، كندية وفرنسية، وإسبانية، أبدت اهتماماً بشراء حقوق النشر.
الغلاف الأخير للكتاب شهادة من الكاتبة بولي توينبي تتفق فيها مع تصور الكاتب لما قدمه في كتابه، تقول: «إن هذا التصوير للحياة والأوقات التي عاشها صحفي مميز، يوفر رؤية داخلية للعالم كما يراها شخص ولِد وتربّى في معسكر لاجئين فلسطينيين في غزة. إن الصوت الموثوق لعبد الباري عطوان، وكتابته التصويرية الحادة، يعيدان إلى الحياة طفولة مليئة بالأحداث وسط صعاب وأحداث مأساة منطقة الشرق الأوسط».

## وصلات خارجية
- رأي اليوم
- القدس العربي
- عبد الباري عطوان
- عبد الباري عطوان للجزيرة:قرار إسرائيل بالسماح لبعض القيادات الفلسطينية بالعودة إلى اراضي السلطة لتعزيز سلطة محمود عباس على يوتيوب
- عبد الباري عطوان للجزيرة:مؤتمر باريس لدعم الفلسطينيين على يوتيوب
- عبد الباري عطوان للجزيرة: إقالة حكومة حماس على يوتيوب
- عبدالباري عطوان يرد على أبو الغيط بشأن قمة الدوحة على يوتيوب
- عبدالباري عطوان يتحدث بعد اعلان وقف اطلاق النار على يوتيوب
- عبدالباري عطوان في ما وراء الخبر جزء 1 على يوتيوب
- عبدالباري عطوان في ما وراء الخبر جزء 2 على يوتيوب
- عبدالباري عطوان في ما وراء الخبر جزء 3 على يوتيوب
- رأي عبدالباري عطوان في السلام بعد محرقة غزة على يوتيوب